# Quebradillas
Quebradillas ist eine der 78 Gemeinden von Puerto Rico. Sie liegt an der Nordküste von Puerto Rico. Sie hatte 2019 eine Einwohnerzahl von 22.918 Personen.

## Geschichte
Die Stadt wurde im Jahr 1823 von Felipe Ruiz gegründet. Es gab viele Faktoren, die die Bewohner des Territoriums von Puerto Rico dazu veranlassten, unabhängig von den Städten zu sein, die den Hato de la Tuna bildeten, und deshalb bildeten sie eine Gemeinde. Sie hatten keine Kapellen oder Kirchen, keine Gottesdienste und Priester, keinen Ort, um die Toten zu begraben, kein Postamt und keine guten Straßen, um die landwirtschaftlichen Produkte, die in ihrem Land produziert wurden, zu transportieren. Sie waren auf die anderen Gemeinden Camuy, Hatillo und Isabela angewiesen. Dies wurde jedoch zu einem Problem während der sehr regenreichen Jahreszeiten, wenn der Río Camuy und der Río Guajataca größer wurden, was den Weg zu den anderen Gemeinden versperrte und manchmal bis zu einer Woche dauerte. Dies veranlasste die Bewohner der Gegend, eine Körperschaft zu gründen, die sich um die politischen, wirtschaftlichen und administrativen Interessen von "Las Quebradillas" und seinem Zuständigkeitsbereich kümmern sollte. Der Name der Stadt leitet sich von den vielen Bächen ab, die durch sie fließen. Quebradillas bedeutet "kleine Bäche".

## Gliederung
Die Gemeinde ist in 8 Barrios aufgeteilt:
1. Cacao
2. Charcas
3. Cocos
4. Guajataca
5. Quebradillas barrio-pueblo
6. San Antonio
7. San José
8. Terranova